# Nicholas D'Agosto
Nicholas D'Agosto est un acteur américain né le 17 avril 1980 à Omaha, Douglas, Nebraska, États-Unis. 
Au début de sa carrière, il apparaît dans de nombreuses séries télévisées telles que Urgences, Dr House, Six Feet Under et The Office.
D'Agosto se fait connaître auprès du grand public par le rôle de West Rosen, qu'il a interprété dans la saison 2 de la série Heroes en 2007.
Au cinéma, il joue le rôle principal du film Destination finale 5 de Steven Quale en 2011 et apparaît dans quelques séries B.
Entre 2013 et 2014, il joue le rôle d'Ethan Haas dans la série dramatique Masters of Sex. Puis, il incarne le personnage d'Harvey Dent / Double-Face dans la série fantastique Gotham (2014-2016) avant d'être le premier rôle de la sitcom comique Trial & Error (2017-2018).

## Biographie

### Jeunesse et formation
Nicholas D'Agosto est né le 17 avril 1980 à Omaha, dans le Comté de Douglas, au Nebraska aux États-Unis. 
Il a deux frères aînés Patrick et Andrew, ainsi que deux jeunes sœurs Katie et Julie.
Il a des ancêtres italiens du côté de son père et allemands, anglais, écossais, néerlandais et norvégiens du côté de sa mère.
Il grandit à Omaha et commence par jouer dans des tournois d'élocution et des cours d'improvisation à l'école primaire. Étudiant à l'Université Marquette de Milwaukee dans le Wisconsin, il obtient, avec mention, un diplôme en histoire et théâtre.

### Vie privée
Il est marié depuis 2015 à Andrea Bricco, ils sont parents d'un petit garçon.

## Carrière
Il est encore au lycée lorsqu'il signe son premier contrat afin de jouer un rôle dans la comédie L'Arriviste de 1999, portée par Matthew Broderick et Reese Witherspoon. Puis, l'année suivante, il joue un rôle mineur dans Psycho Beach Party. Il décide, deux ans plus tard, d’emménager à Los Angeles afin de se consacrer à sa carrière d'acteur.
Il est finalement révélé au grand public, par le rôle du petit ami d'Hayden Panettiere alias Claire Bennet dans la saison 2 de la série fantastique Heroes.
En 2011, il obtient le premier rôle masculin de Destination finale 5,,,. Cinquième volet de la saga Destination finale bien qu'il constitue une préquelle à Destination finale et le deuxième en 3D. Il y partage l'affiche aux côtés d'Emma Bell, Miles Fisher, Arlen Escarpeta, Jacqueline MacInnes Wood, David Koechner et Tony Todd.
Entre 2013 et 2014, il interprète l'un des premiers rôles de la série dramatique Masters of Sex du réseau Showtime. Son personnage est cependant écarté de la distribution dès la seconde saison.
L'acteur est ensuite engagé pour jouer l'un des premiers rôles de la série dérivée d'How I Met Your Mother, How I Met Your Dad. Mais le projet ne dépasse finalement pas le stade de pilote,. Il se tourne vers un petit rôle récurrent dans la saison 11 de Grey's Anatomy afin d'interpréter un chirurgien pédiatrique odieux Graham Madden. Mais il est surtout engagé par la FOX pour rejoindre la série fantastique qui gravite dans l'univers de Batman, Gotham, afin d'interpréter de manière récurrente, le personnage de Harvey Dent / Double-Face. Il est alors promu régulier à partir de la saison 2,.
Il parvient à décrocher un rôle principal avec la sitcom comique Trial & Error du réseau NBC. Globalement appréciée par les critiques, la série qui se veut une parodie des séries juridiques américaines, est renouvelée pour une seconde saison. Cependant, les audiences de cette seconde partie ne suivent pas, le réseau prend alors la décision de ne pas renouveler la série. Cherchant un temps à la revendre à un autre réseau, le studio Warner Bros n'a pas réussi à trouver de repreneur enterrant les possibilités de production d'une troisième saison,.

## Filmographie

### Cinéma

#### Longs métrages
- 1999 : L'Arriviste de Alexander Payne : Larry Fouch
- 2000 : Psycho Beach Party de Robert Lee King : Counterman
- 2006 : Inside de Jeff Mahler : Alex
- 2007 : Rocket Science de Jeffrey Blitz : Ben Wekselbaum
- 2007 : Burger Kill de Brendan Cowles et Shane Kuhn : Fisher Kent
- 2007 : LA Blues de Ian Gurvitz : Adam Cooper
- 2008 : Extreme Movie de Adam Jay Epstein et Andrew Jacobson : Evan
- 2009 : Fired up de Will Gluck : Shawn Colfax
- 2010 : Dirty Girl d'Abe Sylvia : Joel
- 2011 : From Prada to Nada d'Angel Garcia : Edward
- 2011 : Destination finale 5 de Steven Quale : Sam Lawton
- 2011 : American Hot'lidays de Phil Dornfeld : Mike Morgan

#### Courts métrages
- 2011 : New Romance de Dave Green : Nick
- 2018 : The Last Days of TJ Staggs de Noga Pnueli : Boss

### Télévision

#### Séries télévisées
- 2002 : Do Over : Todd York (saison 1, épisode 14)
- 2003 : Boston Public : Richard Kinney (saison 4, épisode 6)
- 2003 : Urgences (E.R.) : Andy (saison 10, épisodes 4 et 7)
- 2004 : Dr House : Keith Foster (saison 1, épisode 11)
- 2004 : Cold Case : Affaires classées : Chris, en 1979 (saison 2, épisode 3)
- 2004 : Six Feet Under : Jonathan Gorodetsky (saison 4, épisode 11)
- 2004 : Cracking Up : Ben (pilote original)
- 2005 : Supernatural : Gavin (saison 1, épisode 10)
- 2005 : Joint Custody : Joel (pilote)
- 2006 : Related : P.J. (saison 1, épisodes 12 et 16)
- 2006 : FBI : Portés disparus (Without a Trace) : Ted Soros (saison 5, épisode 11)
- 2006 : Big Day : Dr. Zaks (saison 1, épisode 7)
- 2006 : Orpheus : Guy (pilote non retenu par CBS)
- 2007 : The Office : Hunter Raymond (saison 3, épisodes 19 et 24 et saison 4, épisode 13)
- 2007 : Heroes : West Rosen (saison 2, 9 épisodes)
- 2007 : The Rich Inner Life of Penelope Cloud : Ivy (pilote non retenu par ABC)
- 2010 : This Little Piggy : Eric (pilote non retenu par ABC)
- 2011 : Eden : John Sparks (pilote non retenu par USA Network)
- 2012 : Breakout Kings : Travis Muncey (saison 2, épisode 3)
- 2013 : Don't Trust the B---- in Apartment 23 : Will (saison 2, épisode 15)
- 2013-2014 : Masters of Sex : Ethan Haas (rôle principal, saison 1 et invité saison 2, 14 épisodes)
- 2014 : Review : Mick / Nick / Mark (saison 1, épisodes 3, 4, 5 et 6)
- 2014-2016 : Gotham : Harvey Dent (rôle récurrent - 6 épisodes)
- 2014 : Grey's Anatomy : Dr. Graham Maddox (saison 11, épisodes 5, 7 et 8)
- 2014 : How I Met Your Dad : Frank (pilote non retenu par 20th Century Fox Television)
- 2015 : Grace et Frankie : Dutch (saison 1, épisode 7)
- 2017-2018 : Trial & Error : Josh Simon (rôle principal - 23 épisodes)
- 2021 : Good Doctor : Représentant d'assurance (saison 4, épisode 10)
- 2022 - 2024 : Esprits criminels : Directeur adjoint Doug Bailey (8 épisodes)